# Copa d'Àfrica de Nacions 1988
El 1988 es disputà la setzena edició de la Copa d'Àfrica de Futbol, al Marroc (que reemplaçà a l'organitzador original, que havia de ser Zàmbia). Es mantingué el format de l'edició anterior. Camerun fou el campió, després de derrotar Nigèria a la final per 1 a 0.

## Fase de classificació
Hi participaren aquestes 8 seleccions:
| Equips                 | Participacions anteriors                                         | Millor resultat              |
| ---------------------- | ---------------------------------------------------------------- | ---------------------------- |
| Algèria                | 5 (1968, 1982, 1980, 1984 i 1986)                                | Finalistes (1980)            |
| Camerun                | 5 (1970, 1972, 1982, 1984 i 1986)                                | Campions (1984)              |
| Costa d'Ivori          | 6 (1965, 1968, 1970, 1974, 1980, 1984 i 1986)                    | Tercers (1965, 1968 i 1986)  |
| Egipte (campió vigent) | 10 (1957, 1959, 1962, 1963, 1970, 1974, 1976, 1980, 1984 i 1986) | Campions (1957, 1959 i 1986) |
| Kenya                  | 1 (1972)                                                         | Primera fase (1972)          |
| Marroc (amfitrió)      | 5 (1972, 1976, 1978, 1980 i 1986)                                | Campions (1976)              |
| Nigèria                | 6 (1963, 1976, 1978, 1980, 1982 i 1984)                          | Campions (1980)              |
| Zaire                  | 6 (1965, 1968, 1970, 1972, 1974 i 1976)                          | Campions (1968 i 1974)       |

## Seus
| Casablanca        | CasablancaRabat | Rabat                          |
| Estadi Mohammed V | CasablancaRabat | Estadi Príncep Moulay Abdal·là |
| Capacitat: 67.000 | CasablancaRabat | Capacitat: 52.000              |
|                   | CasablancaRabat |                                |

## Competició

### Primera fase

#### Grup A
| Pos | Equip         | PJ | PG | PE | PP | GF | GC | DG | Pts | Classificació          |
| --- | ------------- | -- | -- | -- | -- | -- | -- | -- | --- | ---------------------- |
| 1   | Marroc (H)    | 3  | 1  | 2  | 0  | 2  | 1  | +1 | 4   | Avança a la fase final |
| 2   | Algèria       | 3  | 1  | 1  | 1  | 2  | 2  | 0  | 3   | Avança a la fase final |
| 3   | Costa d'Ivori | 3  | 0  | 3  | 0  | 2  | 2  | 0  | 3   |                        |
| 4   | Zaire         | 3  | 0  | 2  | 1  | 2  | 3  | −1 | 2   |                        |

Algèria es va classificar per sorteig
| Marroc            | 1–1     | Zaire         |
| ----------------- | ------- | ------------- |
| Krimau 43' (pen.) | Informe | Lutonadio 88' |

| Costa d'Ivori | 1–1     | Algèria      |
| ------------- | ------- | ------------ |
| A. Traoré 48' | Informe | Belloumi 16' |

| Costa d'Ivori | 1–1     | Zaire       |
| ------------- | ------- | ----------- |
| A. Traoré 74' | Informe | Kabongo 37' |

| Marroc          | 1–0     | Algèria |
| --------------- | ------- | ------- |
| El Haddaoui 52' | Informe |         |

| Algèria      | 1–0     | Zaire |
| ------------ | ------- | ----- |
| Ferhaoui 36' | Informe |       |

| Marroc | 0–0     | Costa d'Ivori |
| ------ | ------- | ------------- |
|        | Informe |               |

#### Grup B
| Pos | Equip   | PJ | PG | PE | PP | GF | GC | DG | Pts | Classificació          |
| --- | ------- | -- | -- | -- | -- | -- | -- | -- | --- | ---------------------- |
| 1   | Nigèria | 3  | 1  | 2  | 0  | 4  | 1  | +3 | 4   | Avança a la fase final |
| 2   | Camerun | 3  | 1  | 2  | 0  | 2  | 1  | +1 | 4   | Avança a la fase final |
| 3   | Egipte  | 3  | 1  | 1  | 1  | 3  | 1  | +2 | 3   |                        |
| 4   | Kenya   | 3  | 0  | 1  | 2  | 0  | 6  | −6 | 1   |                        |

| Camerun  | 1–0     | Egipte |
| -------- | ------- | ------ |
| Milla 5' | Informe |        |

| Nigèria                               | 3–0     | Kenya |
| ------------------------------------- | ------- | ----- |
| Yekini 6' · Edobor 13' · Okosieme 33' | Informe |       |

| Camerun   | 1–1     | Nigèria     |
| --------- | ------- | ----------- |
| Milla 21' | Informe | Okwaraji 2' |

| Egipte                          | 3–0     | Kenya |
| ------------------------------- | ------- | ----- |
| Abdelhamid 2', 65' · Younes 58' | Informe |       |

| Camerun | 0–0     | Kenya |
| ------- | ------- | ----- |
|         | Informe |       |

| Nigèria | 0–0     | Egipte |
| ------- | ------- | ------ |
|         | Informe |        |

### Eliminatòries
|  | Semifinals           | Semifinals |                      |       | Final | Final |
|  |                      |            |                      |       |       |       |
|  | 17 març – Casablanca |            |                      |       |       |       |
|  |                      |            |                      |       |       |       |
|  | Marroc               | 0          |                      |       |       |       |
|  | Marroc               | 0          | 27 març – Casablanca |       |       |       |
|  | Camerun              | 1          |                      |       |       |       |
|  | Camerun              | 1          | Camerun              | 1     |       |       |
|  | 17 març – Rabat      |            | Camerun              | 1     |       |       |
|  |                      | Nigèria    | 0                    |       |       |       |
|  | Nigèria (p.)         | Nigèria    | 0                    | 1 (9) |       |       |
|  | Nigèria (p.)         |            |                      | 1 (9) |       |       |
|  | Algèria              | 1 (8)      |                      |       |       |       |
|  | Algèria              | 1 (8)      | Tercer lloc          |       |       |       |
|  |                      |            |                      |       |       |       |
|  | 20 març – Casablanca |            |                      |       |       |       |
|  |                      |            |                      |       |       |       |
|  | Marroc               | 1 (3)      |                      |       |       |       |
|  | Marroc               | 1 (3)      |                      |       |       |       |
|  | Algèria (p.)         | 1 (4)      |                      |       |       |       |

#### Semifinals
| Nigèria                                                                                                | 1–1 (pr.) | Algèria                                                                                              |
| --- | --------- | --- |
| Belgharbi 36' (p.p.)                                                                                   | Informe   | Maâtar 86'                                                                                           |
| Tanda de penals                                                                                        |           | |
| Eguavoen · Adeshina · Uwe · Sofoluwe · Yekini · Okwaraji · Nwosu · Omokaro · Okafor · Rufai · Eguavoen | 9–8       | Belloumi · Belgherbi · Maâtar · Yahi · Menad · Bouafia · Medane · Chaib · Megharia · Drid · Belloumi |

| Marroc | 0–1     | Camerun      |
| ------ | ------- | ------------ |
|        | Informe | Makanaky 78' |

#### 3r i 4t lloc
| Marroc                                                          | 1–1 (pr.) | Algèria                                                     |
| --------------------------------------------------------------- | --------- | ----------------------------------------------------------- |
| Nader 67'                                                       | Informe   | Belloumi 87'                                                |
| Tanda de penals                                                 |           |                                                             |
| El Gharef · Benabicha · Ouadani · El Maataoui · Timoumi · Nader | 3–4       | Yahi · Djahmoune · Merzekane · Chaib · Megharia · Belgherbi |

#### Final
| Camerun          | 1–0     | Nigèria |
| ---------------- | ------- | ------- |
| Kundé 55' (pen.) | Informe |         |

## Campió
| Guanyador de Copa d'Àfrica 1988 |
| ------------------------------- |
| · Camerun · Segon títol         |

## Golejadors
2 gols
- Lakhdar Belloumi
- Roger Milla
- Abdoulaye Traoré
- Gamal Abdelhamid

1 gol
- Abdelkader Ferhaoui
- Rachid Maâtar
- Emmanuel Kundé
- Cyrille Makanaky
- Ayman Younes
- Mustafa El Haddaoui
- Abdelkrim Merry
- Hassan Nader
- Humphrey Edobor
- Ndubuisi Okosieme
- Samuel Okwaraji
- Rashidi Yekini
- Eugène Kabongo
- Lutonadio

En pròpia porta
- Abdelrazak Belgharbi (contra Nigèria)

## Equip ideal de la CAF
Porter
- Joseph-Antoine Bell

Defenses
- Tijani El Maataoui
- Emmanuel Kundé
- John Buana
- Stephen Tataw

Mitjos
- Jacques Kinkomba Kingambo
- Emile Mbouh
- Henry Nwosu
- Paul Mfede

Davanters
- Roger Milla
- Aziz Bouderbala